# خانم بالا كندي
خانم بالا كندي هي قرية في مقاطعة نير، إيران. عدد سكان هذه القرية هو 101 في سنة 2006.